# 南陽郵便局
南陽郵便局（なんようゆうびんきょく）は山形県南陽市にある郵便局。民営化前の分類では集配普通郵便局であった。

## 概要
民営化直前の集配業務再編において、多くの集配普通郵便局は統括センターとなったが、当局は配達センターとされたため、民営化後も郵便事業株式会社の支店は併設されず、集配センターが併設された。

## 沿革
- 1872年8月4日（明治5年7月1日） - 赤湯郵便取扱所として開設[1]。
- 1875年（明治8年）1月1日 - 赤湯郵便局（五等）となる。
- 1885年（明治18年）5月1日 - 貯金取扱を開始。
- 1890年（明治23年）7月16日 - 為替取扱を開始。
- 1897年（明治30年）2月21日 - 赤湯郵便電信局となる。
- 1903年（明治36年）4月1日 - 通信官署官制の施行に伴い赤湯郵便局となる。
- 1961年（昭和36年）1月 - 局舎新築落成。
- 1964年（昭和39年）1月23日 - 電話通話・交換、和文電報受付・配達、国内欧文電報受付・配達、国際電報受付・配達の各業務を、赤湯電報電話局に移管[2]。
- 1968年（昭和43年）10月1日 - 特定郵便局から普通郵便局に局種別改定するとともに、羽前南陽郵便局に改称。
- 1972年（昭和47年）4月1日 - 南陽郵便局に改称。
- 1983年（昭和58年）5月23日 - 南陽市赤湯から、同市二色根に局舎を新築、移転。
- 1990年（平成2年）10月8日 - 中山郵便局から集配業務の一部[3]を移管。
- 1999年（平成11年） - 外国通貨の両替および旅行小切手の売買に関する業務取扱を開始。
- 2007年（平成19年）10月1日 - 民営化に伴い、併設された郵便事業山形南支店南陽集配センターに一部業務を移管。
- 2012年（平成24年）10月1日 - 日本郵便株式会社発足に伴い、郵便事業山形南支店南陽集配センターを南陽郵便局に統合。
- 2024年（令和6年）3月31日 - この日をもって、国際送金業務の取扱いを終了[4]。

## 取扱内容
- 郵便、印紙、ゆうパック、内容証明
- 貯金、為替、振替、振込、国債、投資信託
- 生命保険、バイク自賠責保険、自動車保険
- ゆうちょ銀行ATM
- 南陽市内の一部地域の集配業務

## 周辺
- 南陽市立図書館
- 烏帽子山公園
- 結城豊太郎記念館
- 赤湯温泉
- 国道13号
- 国道113号
- 吉野川

## アクセス
- JR山形新幹線・奥羽本線、山形鉄道フラワー長井線 赤湯駅から北東へ約1.4km（徒歩約16分）
- 南陽市内循環バス 南陽郵便局停留所下車
- 東北中央自動車道 南陽高畠ICから北へ約3.5km
- 駐車場あり：30台